# Eustacije Carigradski
Eustacije (grč. Ευστάθιος; ? — prosinac 1025.) bio je patrijarh Konstantinopola 1019. — 1025. Na mjesto patrijarha ga je postavio car Bazilije II., nakon smrti Sergija II.
U vrijeme Eustacija, papa je tvrdio da ima pravo na „dominaciju” nad svim kršćanima, što je uvrijedilo Eustacija — koji je bio duhovni vođa Carigrada — kao i duhovne vođe Rusa, Bugara i Srba.
Njegov je nasljednik bio Aleksije Carigradski.
| prethodnik Sergije II. Carigradski | Patrijarh Konstantinopola 1019. – 1025. | nasljednik Aleksije Carigradski |